# Boeton Studio

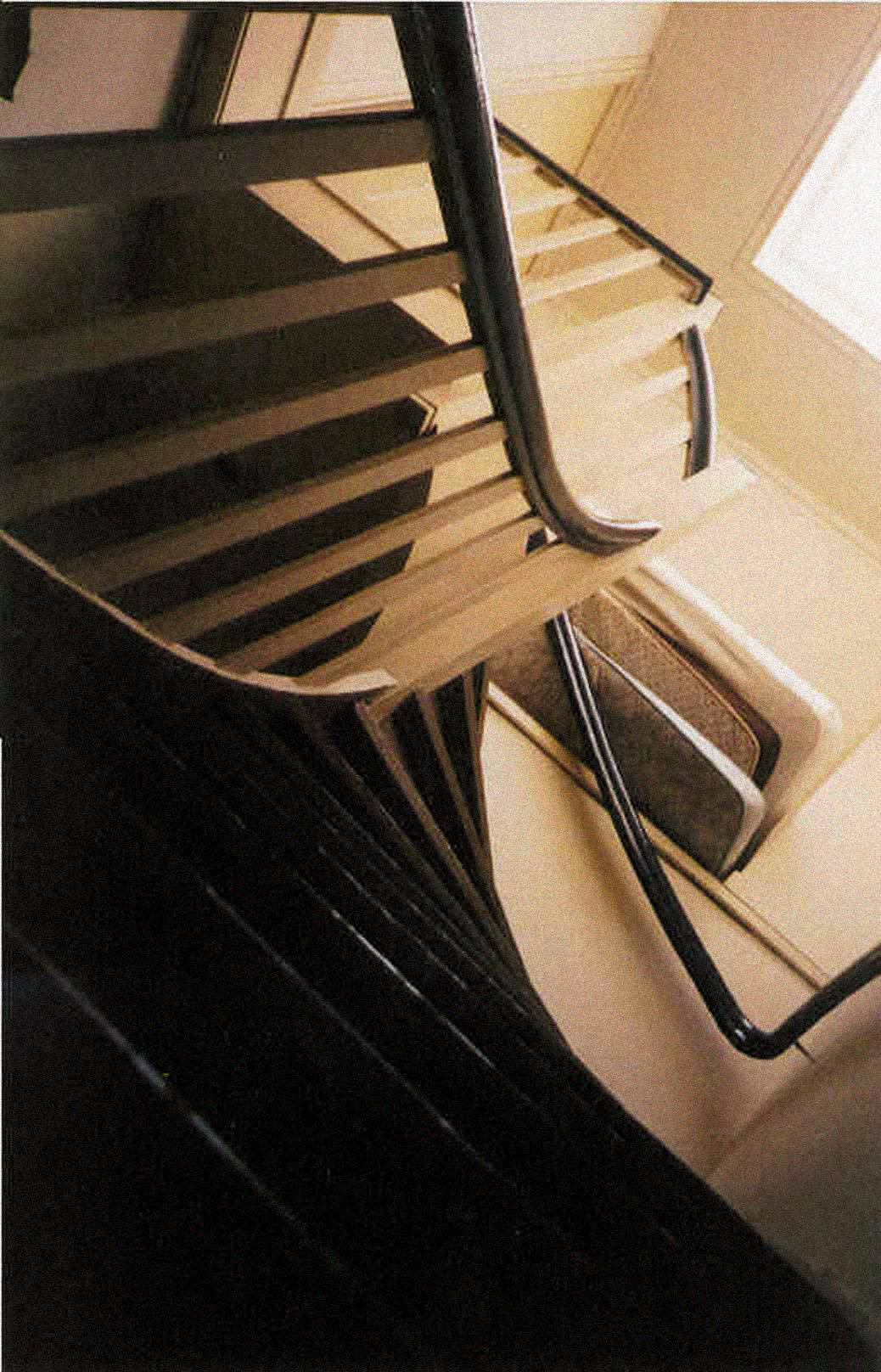
Galmkamer van de Boeton Studio

De Boeton studio was de opnamestudio van drummer/producer Valentijn Holländer (Avec-A) in Amsterdam. 
De studio kende weinig opsmuk en blonk met name uit in rauwe drumproducties in het trappenhuis van een jaren '20 pand in 020.

## Werkwijze
De Boeton Studio was een zeer compacte studio. Feitelijk was het een kaal bakstenen drumhok met gordijnen en een als galmkamer dienend houten trappenhuis. Met de gordijnen wordt de akoestische klankkleur van de drumopname afgesteld, de afstand van de microfoons in het trappenhuis bepalen de klankkleur en looptijd van de galm of echo van de opnames. De holle houten vloer en het platte dak maakten dat hoog-energieke geluidsgolven konden worden weggeleid naar de omliggende woningen en er weinig tot geen staande golven waren. Bij de opnames wordt geen additionele effectapparatuur gebruikt, om zo tot een zo natuurlijk mogelijke registratie te komen. Deze zeer primitieve werkwijze is gebaseerd op de opnametechniek van Steve Albini.
Holländer bezocht in 2000 Albini's studio Electrical Audio in Chicago en had eind jaren '90 een uitvoerige mailcorrespondentie met Albini's geluidstechnicus Bob Weston (tevens bassist van Shellac). Hoewel Weston bij herhaling kenbaar maakte dat de mailwisseling hem te intensief was, ging hij er toch mee door. In 2003-2004 werd het album Vivre dans l'Aisance van gelegenheidsband Avec Asiance opgenomen in de studio. Holländer speelde hier drums en verzorgde de productie, tevens was dit album de vuurdoop voor de prototypische snaarinstrumenten van Yuri Landman, destijds nog overwegend zanger en striptekenaar.

## Apparatuur
De Boeton Studio ging in zijn primitiefste vorm van start in 1995. Opnames werden gemaakt op een Tascam Porta 07 4-sporenrecorder. Met enkele te betaalbare microfoons nam de Amsterdamse noiseband Sk!nk in 1995 en 1996 haar debuutalbum Caldron op. De enige recensie in het vakblad Fret was vernietigend, de verkoopcijfers waren teleurstellend. Toen de Porta 07 uit elkaar viel, werd deze in 1997 vervangen door een Tascam 414 MKII 4-sporenrecorder. De geluidskwaliteit nam zienderogen toe. Ook werd vanuit de opbrengsten van afwaswerkzaamheden in de Amsterdamse PABO geïnversteerd in professionele microfoons, zoals de Shure SM98. In 1999 stapte de studio van analoge tape over op de digitale 8-sporen recorder Roland VS-880. Vanaf dat moment ging de studio meer producties verzorgen voor overwegend Amsterdamse, Rotterdamse en Utrechtse alternatieve gitaarbands. Vanaf 2001 was er geen beperking meer in het aantal sporen toen de Fostex VF16 zijn intrede deed in de studio. Dit apparaat werd gebruikt tot aan de laatste opnames in de inmiddels sterk verouderde Boeton Studio in 2009. In juni 2010 werd de studio ontruimd. 

## Bands die in deze studio opnamen
- Avec-A / Avec Aisance  / Yuri Landman
- Feverdream
- Ponycamp
- Petrified Host
- Jimmy Barock
- Lushus
- Ecowar
- White Broncos
- Joep Pelt
- Antlers
- Sykosonics
- Cheech Wizard
- Coco Haley
- The Warm (Japan)
- Kanashibari (Japan)
- Jonathan Hinton (USA)
- Sesame Stress
- Razorblade Jr.